# Филијаши
Филијаши (рум. Filiași) град је у југозападном делу Румуније, у историјској покрајини Влашка. Филијаши су град у жупанији Долж и обухвата насеља Алмажел, Балта, Браниште, Ракариј де Сус, Ускачи и Фратоштица.
Филијаши је према последњем попису из 2021. имали 10.685 становника.

## Географија
Град Филијаши налази се у јужном делу историјске покрајине Олтеније, западног дела Влашке, око 40 km северно до Крајове.
Филијаши се налази у котлини реке Жију. Северно од града издижу се Карпати, а јужно се пружа бреговито подручје средишње Олтеније. Надморска висина града је око 115 m.

## Становништво
У односу на попис из 2002, број становника града Филијаши се на попису из 2011. смањио.
| 1977.  | 1992.  | 2002.  | 2011.  |
| ------ | ------ | ------ | ------ |
| 14.294 | 18.692 | 20.159 | 16.900 |

Румуни чине већину становништва Филијашија, а од мањина присутни су само Роми.

## Галерија
- Положај града Филијаши на територији жупаније Долж